# 시씨 - 3부
시씨 - 3부(Sissi - Schicksalsjahre Einer Kaiserin)는 독일(구 서독)에서 제작된 언스트 마리슈카 감독의 1957년 드라마, 멜로/로맨스 영화이다. 로미 슈나이더 등이 주연으로 출연하였고 언스트 마리슈카 등이 제작에 참여하였다.

## 출연

### 주연
- 로미 슈나이더

### 조연
- 칼하인즈 봄
- 마그다 슈나이더
- 구스타브 크누스
- 우타 프란즈
- 월터 레이어
- 빌마 디지셔

## 제작진
- 의상: 레오 베이